# Вигнання німців з Чехословаччини
Вигнання німців з Чехословаччини — депортація німців з країни під час та після Другої світової війни.

## Плани вислання судетських німців

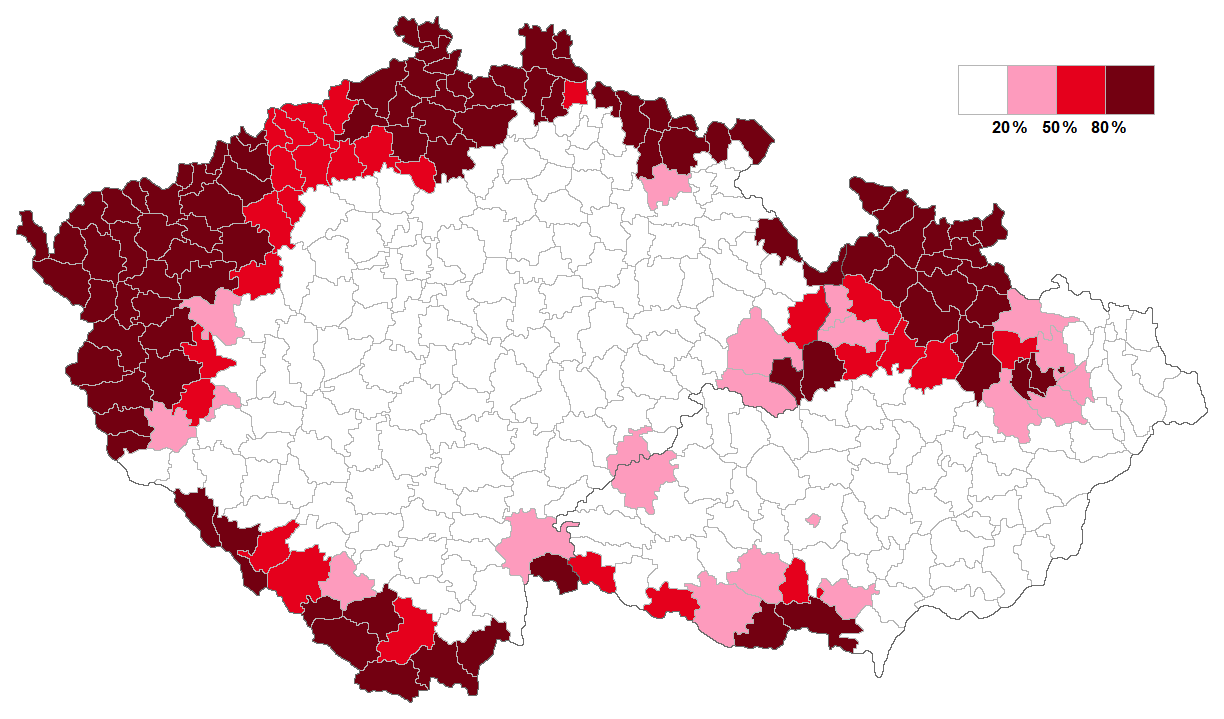
Чеські райони з етнічним німецьким населенням в 1934 р. 25 % і більше (рожевий), 50 % і більше (червоний) та 75 % і більше (темно-червоний) у 1935 р.

Під час німецької окупації Чехословаччини чеські групи Опору вимагали депортації етнічних німців з Чехословаччини. Рішення про депортацію німців було прийнято урядом Чехословацької Республіки в еміграції. Остаточна домовленість про виселення німецького населення була досягнута, однак, лише 2 серпня 1945 року в кінці Потсдамської конференції. Після Мюнхенської угоди 1938 р. та подальшої окупації Богемії та Моравії Гітлером у березні 1939 р. Едвард Бенеш вирішив переконати союзників під час Другої світової війни, що вигнання етнічних німців є найкращим рішенням. Едвард Бенеш проводив подвійну політику: відновлення Чехословаччини до її домюнхенських меж та переміщення населення німецької меншини держави, щоб зміцнити територіальну цілісність держави.

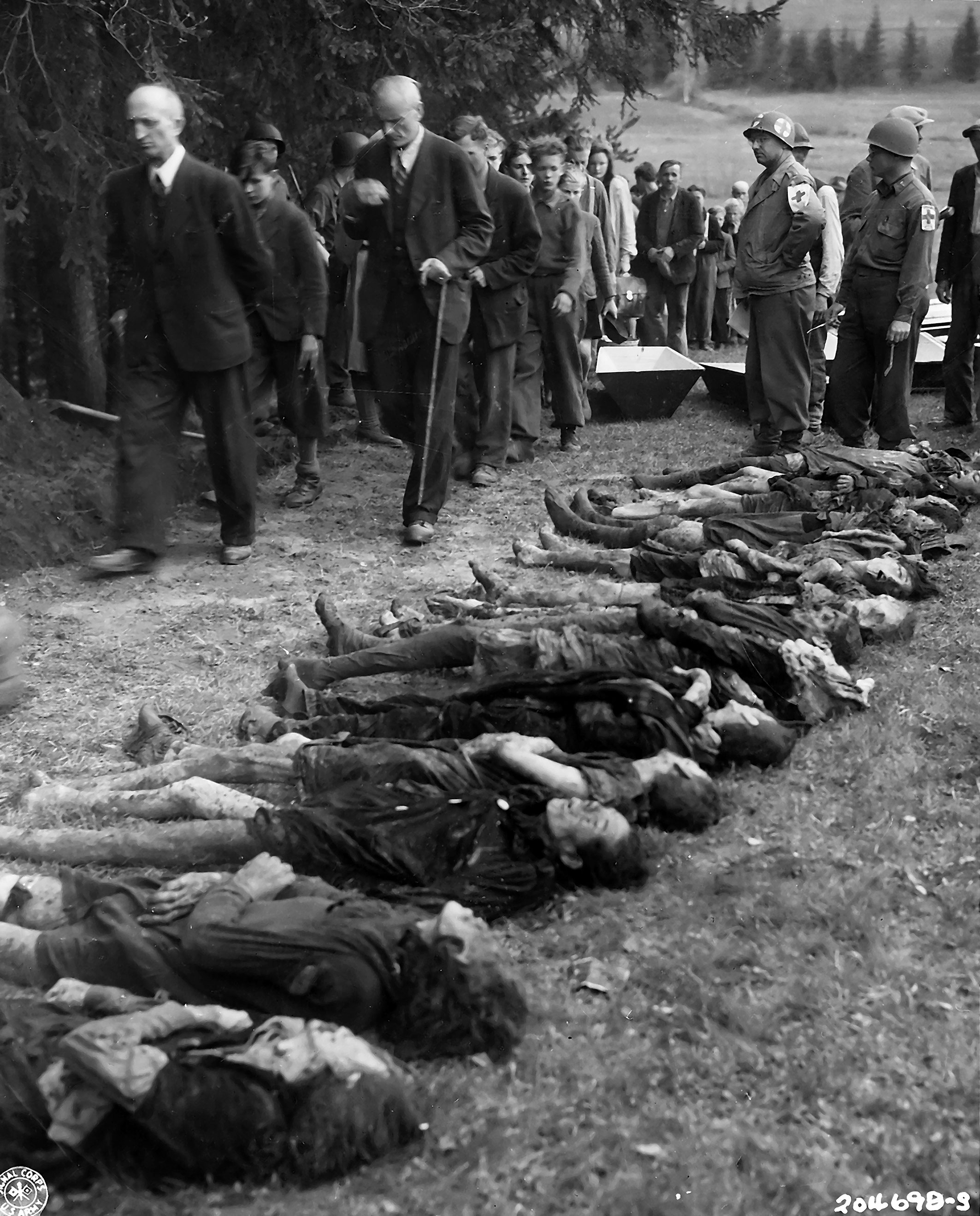
Судетські німці змушені проходити повз тіла 30 єврейських жінок, яких німецькі війська СС в Голарі замучили голодом

Оскільки майже всі люди німецької та угорської національностей отримали німецьке громадянство або угорське підданство під час окупації Чехословаччини, вислання могло бути легалізовано як вигнання (нім. Ausweisung) іноземців.
22 червня 1942 р. Венцель Якш (судетський німецький соціал-демократ у вигнанні) написав лист Бенешу, протестуючи щодо запропонованих планів.
Спочатку мали постраждати лише кілька сотень тисяч судетських німців — людей, яких сприймали як нелояльних до Чехословаччини і які, на думку Бенеша та чеської громадської думки, діяли як « п'ята колона» Гітлера.
Ідею вигнання етнічних німців із Чехословаччини підтримали прем'єр-міністр Великої Британії Вінстон Черчилль та міністр закордонних справ Великої Британії Ентоні Іден. У 1942 р. уряд Чехословаччини в еміграції отримав підтримку Сполученого Королівства щодо висилки німців з Чехословаччини, а в березні 1943 р. Президент Бенеш отримав підтримку Москви.
Під час німецької окупації Чехословаччини, особливо після розправи нацистів за вбивство Гейдріха, більшість чеських угруповань опору вимагали остаточного вирішення німецького питання.  Остаточна домовленість про передачу німецької меншини, однак, була досягнута лише 2 серпня 1945 року в кінці Потсдамської конференції.

## Хронологія висилки
Скласти чітку картину вигнання німців із Чехословаччини важко через хаотичні умови, що існували наприкінці війни. Багато подій, що відбувались у цей період, були стихійними та локальними, а не результатом узгоджених політичних директив центрального уряду. Після проголошення програми Кошице німецьке та угорське населення, що проживало у відродженій Чехословацькій державі, піддалося різним формам судових процедур, скасуванням громадянства, конфіскацією майна, засудженням до таборів примусових робіт тощо.
Вигнання відбувалося з травня по серпень 1945 року. Президент Чехословаччини Едвард Бенеш 28 жовтня 1945 року закликав до «остаточного вирішення німецького питання».
Виселення здійснювались за наказом місцевої влади, переважно групами озброєних добровольців. Кілька тисяч людей жорстоко загинули під час вислання, а більше — від голоду та хвороб. Вислання згідно з Потсдамською конференцією тривало з 25 січня 1946 р. до жовтня того ж року. Приблизно 1,6 мільйона етнічних німців було депортовано до американської зони (Західна Німеччина), а 800 000 депортовано до радянської зони (Східна Німеччина).
Вигнання закінчилися в 1948 році, але не всіх німців було вислано.
Західнонімецький уряд у 1958 р. оцінив кількість загиблих етнічних німців у період вигнання приблизно 270 000 цифра, яка з тих пір цитується в історичній літературі. Дослідження спільної німецької та чеської комісій істориків у 1995 р. показало, що попередні демографічні оцінки смертей були завищені і базувалися на хибній інформації. Вони дійшли висновку, що фактична кількість загиблих становить щонайменше 15 000 осіб, і що вона може становити максимум до 30 000 загиблих.
Німецька служба церковних розшуків змогла підтвердити смерть 14 215 осіб під час вислання з Чехословаччини (6 316 насильницьких смертей, 6 989 у таборах для інтернованих та 907 в СРСР як примусових робітників).

### Роль чехословацької армії

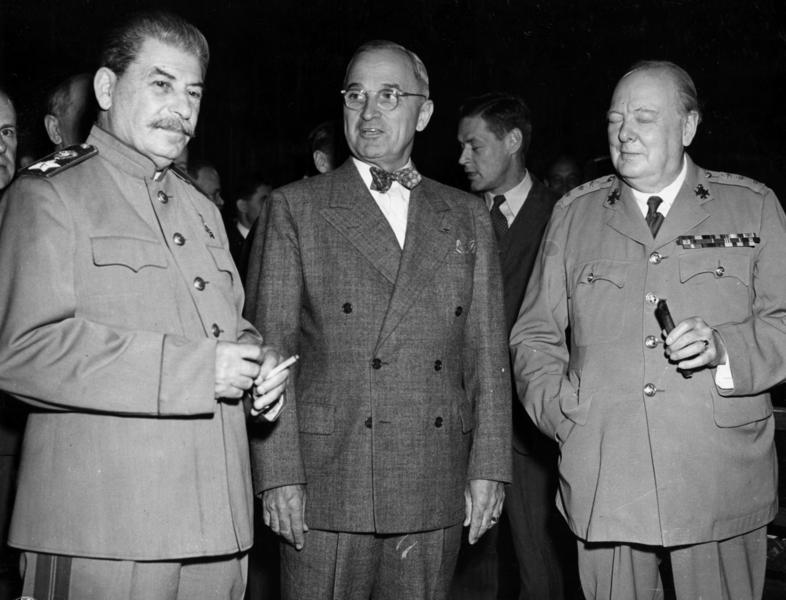
Потсдамська конференція санкціонувала вигнання німців з Чехословаччини

Західна Чехословаччина була звільнена силами США під командуванням генерала Паттона. Генерал Зденек Новак, керівник празького військового командування «Алекс», видав наказ «вислати всіх німців з території в історичних межах».
У брошурі, виданій 5 червня 1945 року під назвою «Десять заповідей для чехословацьких солдатів у прикордонних регіонах», було зазначено, що «німці залишаються нашими непримиренними ворогами». 15 червня урядовим указом було наказано армії здійснити заходи щодо затримання нацистських злочинців та переміщення німецького населення. 27 липня Міністерство національної оборони видало таємний наказ, що передача повинна здійснюватися в якомога більших масштабах і якомога швидше представити західним державам факт, що відбувся.

### Декрети Бенеша
У період з 1945 по 1948 рр. Президентом республіки, парламентом Чехословаччини, що базується у Празі, Словацькою національною радою у Братиславі та Радою словацьких комісарів проголошено ряд указів.
Декрети 5, 12, 33, 108/1945 стосувались експропріації зрадників та колаборантів, звинувачених у державній зраді, а також усіх німців та угорців. Вони наказали позбавити громадянства людей, які мають німецьке та угорське етнічне походження (ці положення були скасовані для угорців у 1948 р.). Потім це було використано для конфіскації їхнього майна та вислання  близько 90 % етнічного німецького населення Чехословаччини.

### Різанини
Вигнання 1945 року називали «диким» через широке насильство та жорстокість. Наприклад, влітку 1945 р. німецькі жителі зазнали масових вбивств. Наступні приклади описані в дослідженні, проведеному Європейським університетським інститутом у Флоренції:
- 18–19 червня 1945 р. 71 чоловік, 120 жінок та 74 дитини (265 німців), які були карпатськими німцями з Добшини, проїжджали через Горні Моштенице біля залізничної станції Пршеров. Тут їх вивели з поїзда чехословацькі солдати, вивезли за місто на пагорб під назвою «Шведські шанці», де змусили копати власні могили і всіх розстріляли. Про це стало публічно відомо лише після падіння комуністичного режиму в 1989 р.[12]
- 20 000 німців були змушені залишити Брно і були відправлені у табори в Австрії. З. Бенеш повідомив про 800 смертей.[13]
- Кількість загиблих під час різанини в Усті, коливається від 42 до 2000 мирних жителів.[14]
- 763 етнічні німці були розстріляні в Постельбергу та його околицях (нині Постолопрти).[15]

### Табори для інтернованих
За даними німецького «Товариства проти вигнання», частина німців була відправлена в «концтабори». У звіті Німецького Червоного Хреста за 1964 рік зазначається, що на чехословацькій території створено 1215 «таборів для інтернованих», а також 846 примусових робіт та «дисциплінарних центрів» і 215 в'язниць.

### Вигнання
Німці, які мешкали у прикордонних регіонах Чехословаччини, були вислані з країни наприкінці 1945 року. Спільна німецька та чеська комісія істориків підрахувала, що було близько 15 000 насильницьких смертей. За повідомленнями Чехії, 15 000-16 000 смертей не включають додаткові 6667 самогубств під час вислання.

### Закон No 115/1946 зб.
8 травня 1946 р. чехословацькі тимчасові національні збори прийняли Закон № 115/1946 Coll. Він був ухвалений спільно з декретами Бенеша, і в ньому зазначається, що «Будь-який акт, вчинений між 30 вересня 1938 і 28 жовтня 1945 року, метою якого було сприяння боротьбі за свободу чехів і словаків або який представляв собою лише розправи за дії окупаційних військ та їх співучасників, не є незаконним, навіть якщо такі дії в іншому випадку можуть каратися законом». Цей закон, який все ще діє, фактично гарантував, що жодне жорстоке поводження з німцями протягом зазначеного періоду в Чехословаччині не переслідувалось.

## Результати
Спільна чесько-німецька комісія істориків у 1996 р. заявила наступні цифри: смертність від насильства та ненормальних умов життя становить приблизно 10 000 вбитих людей; ще 5 000–6 000 осіб померли з нез'ясованих причин, пов'язаних із висилкою; зробивши загальну кількість жертв висилки 15 000–16 000.

## Довгостроковий вплив
Згідно з дослідженням 2020 року, виселення німців сприяло постійному розпаду міст та зменшенню людського капіталу в регіонах Чехословаччини, де раніше жили німці.

## Спадщина
Комітет ООН з прав людини виніс рішення у трьох справах стосовно судетських німців, в яких порушено статті 26 та 14 Міжнародного пакту про громадянські та політичні встановлені права і Чехії було наказано повернути майно законним власникам. Станом на 2010 рік рішення Комітету не були реалізовані.
Опитування громадської думки свідчать про те, що громадськість проти таких заходів.
Німецькі політики та депортовані судетські німці широко використовують для подій слово «вигнання». Однак політичні представники як Чехії, так і Польщі, звідки після Другої світової війни повинні були переїхати мільйони німців, зазвичай уникають цього виразу і скоріше використовують слово «депортація».

### Компенсація висланим
Міністерство закордонних справ Великої Британії та Державний департамент США планували «комісію з переміщення населення». Жодної комісії з питань переміщення населення, яка мала б компетенцію оцінювати претензії німецьких висланих, ніколи не було створено.
Оскільки чехословацький уряд у вигнанні вирішив, що переміщення населення є єдиним рішенням німецького питання, проблема відшкодування збитків з цим була тісно пов'язана.
Через настання " холодної війни " жоден договір з Німеччиною не підтвердився IARA закінчила свою діяльність в 1959 році, і статус-кво такий: Чехія зберігала власність вигнаних етнічних німців, тоді як Німеччина не платила жодної репарації (було задоволено лише близько 0,5 % вимог Чехословаччини).
Навіть під час підготовки чесько-німецької декларації німецька сторона уникала чеської вимоги підтвердити статус-кво угодою. Однак Німеччина прийняла чехословацький факт, що здійснився, і виплатила компенсацію вигнаним. Одне джерело стверджує, що німецький уряд виплачував вигнаним близько 141 млрд. Марок до 1993 р.
На відміну від Німеччини, питання компенсації висланим було, принаймні номінально, закрито кількома договорами з Австрією та Угорщиною. Найважливіші наступні:
- Договір від 19 грудня 1974 року: Згідно з цим договором Чехословаччина зобов'язалася виплатити 1 000 000 000 ОВД для покриття майнових вимог австрійських громадян та відмовилася від усієї колишньої території та всіх інших вимог країни чи приватних осіб проти Австрії. Австрійська сторона відмовилася від усіх вимог проти ЧСР.
- Договір від 3 лютого 1964 року: Згідно з цим договором Чехословаччина зобов'язувалась задовольнити всі вимоги Угорщини та угорських громадян, пов'язані з конфіскацією, сплативши 20 000 000 крон .